# Катчог (Нью-Йорк)
Катчог (англ. Cutchogue) — переписна місцевість (CDP) в США, в окрузі Саффолк штату Нью-Йорк. Населення — 3437 осіб (2020).

## Географія
Катчог розташований за координатами 41°1′16″ пн. ш. 72°29′13″ зх. д. / 41.02111° пн. ш. 72.48694° зх. д. (41.021223, -72.486958).  За даними Бюро перепису населення США в 2010 році переписна місцевість мала площу 26,29 км², з яких 25,18 км² — суходіл та 1,11 км² — водойми.

## Демографія
Згідно з переписом 2010 року, у переписній місцевості мешкало 3349 осіб у 1347 домогосподарствах у складі 943 родин. Густота населення становила 127 осіб/км².  Було 2062 помешкання (78/км²).
Расовий склад населення:
| - 94,7 % — білих - 1,8 % — чорних або афроамериканців - 0,8 % — азіатів - 2,0 % — осіб інших рас |

До двох чи більше рас належало 0,7 %. Частка іспаномовних становила 7,2 % від усіх жителів.
За віковим діапазоном населення розподілялося таким чином: 19,5 % — особи молодші 18 років, 57,5 % — особи у віці 18—64 років, 23,0 % — особи у віці 65 років та старші. Медіана віку мешканця становила 49,4 року. На 100 осіб жіночої статі у переписній місцевості припадало 102,0 чоловіків;  на 100 жінок у віці від 18 років та старших — 99,0 чоловіків також старших 18 років.
Середній дохід на одне домашнє господарство  становив 109 174 долари США (медіана — 86 344), а середній дохід на одну сім'ю — 116 638 доларів (медіана — 90 833). За межею бідності перебувало 3,3 % осіб, у тому числі 1,8 % дітей у віці до 18 років та 0,0 % осіб у віці 65 років та старших.
Цивільне працевлаштоване населення становило 1435 осіб. Основні галузі зайнятості: освіта, охорона здоров'я та соціальна допомога — 19,1 %, роздрібна торгівля — 16,5 %, науковці, спеціалісти, менеджери — 11,7 %, публічна адміністрація — 10,9 %.